# Келли, Аллен
Эрл Аллен Келли (англ. Earl Allen Kelley; 24 декабря 1932, Диринг, штат Канзас, США — 13 августа 2016, Лоренс, штат Канзас, США) — американский баскетболист, атакующий защитник, чемпион летних Олимпийские игр в Риме (1960).

## Биография
В 1954 году окончил Канзасский университет. Входил в состав команды Канзаса, которая проиграла в финале чемпионата NCAA (1953). На драфте НБА 1954 года в седьмом раунде был выбран клубом «Милуоки Хокс», но отверг это предложение. Вместо этого до 1960 г. он выступал за клуб Ассоциации американских университетов (AAU) Peatia Caterpillars, с которым выиграл несколько национальных чемпионатов.
Победитель чемпионата мира по баскетболу Рио-де-Жанейро (1954) и летних Олимпийские игр в Риме (1960).
По завершении карьеры был сотрудником фирмы Caterpillar Tractor. В 2013 г. был введен в Зал спортивной славы Канзаса.
Его брат Дин Келли становился чемпионом летних Олимпийских игр в Хельсинки (1952) по баскетболу.